# Nave San Rocco
Nave San Rocco és un municipi italià dins de la província de Trento. L'any 2007 tenia 1.125 habitants. Limita amb els municipis de Lavis, Mezzolombardo, San Michele all'Adige i Zambana.

## Administració
| Període | Identitat    | Partit        |
| ------- | ------------ | ------------- |
| 2010-   | Ugo Garzetti | Llista cívica |